# コンサート・フォー・ジョージ
コンサート・フォー・ジョージ（Concert for George）は、2002年11月29日、ロイヤル・アルバート・ホールで開催された、元ビートルズのメンバー、ジョージ・ハリスン（2001年11月29日死去）への追悼公演である。一周忌を記念して1年後に行われた。

## 概要
「コンサート・フォー・ジョージ」は、ハリスンの妻オリヴィアと息子ダーニによって計画され、ハリスンの親友であるエリック・クラプトン主催で行われた。クラプトンはホスト役も務めている。イベントの収益は1973年にハリスンによって設立された基金財団「The Material World Charitable Foundation」に寄贈された。
2022年、追悼公演開催20周年を記念して海外では高音質リマスター版『コンサート・フォー・ジョージ』が上映された。2023年にはハリスンの生誕80年を記念し、高音質リマスター版が日本で初上映（同年7月28日より）されることが決定した。

## 演奏曲
1. Sarve Shaam
2. Your Eyes
3. The Inner Light
4. Arpan
5. Sit On My Face
6. Game Show Titles
7. The Lumberjack Song
8. The Spam Song
9. I Want to Tell You
10. If I Needed Someone
11. Old Brown Shoe
12. Give Me Love
13. Beware Of Darkness
14. Here Comes the Sun
15. That's The Way It Goes
16. Horse To The Water
17. Taxman
18. I Need You
19. Handle With Care
20. Isn't It A Pity
21. Photograph
22. Honey Don't
23. For You Blue
24. Something
25. All Things Must Pass
26. While My Guitar Gently Weeps
27. My Sweet Lord
28. Wah-Wah
29. I'll See You in My Dreams

## 内容
- ジョージのシタールの師であるラヴィ・シャンカルの娘アヌーシュカ・シャンカル（英語版）によるインドの音楽がメイン。
- ジョージが生前大ファンだったイギリスのコメディ・グループであるモンティ・パイソンも登場し、マイケル・ペイリンの司会挨拶に始まり、彼らのヒット曲である「シット・オン・マイ・フェイス」と「木こりの歌」を合唱（木こりの歌では当日限りのパイソンズの特別メンバーとして迎えられた俳優のトム・ハンクスが森林警備隊として歌っている）。
- ジョージと親交のあったメンバーらによるジョージ・ハリスンのナンバー。
- ラストはジョージが敬愛するジョー・ブラウンによるウクレレ演奏の「夢で逢いましょう (I'll See You In My Dreams)」で幕を閉じた。

このコンサートは舞台裏も含めた同タイトルのDVDが日本語版（発売日：2003年11月27日）で、またCDは輸入版で手に入れることができる。

## バンド & ゲスト
- エリック・クラプトン - ギター、音楽監督
- ジェフ・リン、マーク・マン、アンディ・フェアウェザー・ロウ、ダーニ・ハリスン、アルバート・リー、トム・ペティ、ジョー・ブラウン、ポール・マッカートニー - ギター
- ゲイリー・ブルッカー、クリス・ステイントン、ビリー・プレストン、ジュールズ・ホランド、ポール・マッカートニー - キーボード
- デイヴ・ブロンズ、クラウス・フォアマン - ベース
- ジム・キャパルディ、リンゴ・スター、ジム・ケルトナー、ヘンリー・スピネッティ - ドラム
- レイ・クーパー、エミール・リチャーズ、ジム・キャパルディ - パーカッション
- ジム・ホーン - アルト・サクソフォーン
- トム・スコット - テナー・サクソフォーン
- ケイティ・キッスーン、テッサ・ナイルズ、サム・ブラウン - バック・ボーカル

### その他の出演者
- オリヴィア・ハリスン
- ラヴィ・シャンカル
- アヌーシュカ・シャンカル
- モンティ・パイソン
- トム・ハンクス